# Metéora
Metéora (tiếng Hy Lạp: Μετέωρα, phát âm [mɛˈtɛoɾɐ]; "đá treo", "treo trong không khí" hay "trong thiên đường bên trên") là một trong những quần thể tu viện lớn và quan trọng nhất ở Kalambaka, Hy Lạp và chỉ xếp thứ hai sau núi Athos. Quần thể này bao gồm 6 tu viện được xây trên các cột đá sa thạch tự nhiên ở rìa đông bắc của đồng bằng Thessaly gần sông Peneios và dãy núi Pindus ở miền trung Hy Lạp. Metéora đã được UNESCO công nhận là di sản thế giới hỗn hợp theo theo tiêu chí văn hóa (I, II, IV, V) và tự nhiên (VII) .

## Lịch sử
Các hang động Theopetra nằm cách 5 km (3,1 mi) về phía nam của Meteora là nơi đã định cư cách đây 50.000 năm. Đây là ví dụ được biết đến lâu đời nhất của một cấu trúc nhân tạo được tìm thấy trong một hang động thời tiền sử ở miền trung Hy Lạp, theo Bộ văn hóa Hy Lạp. Cấu trúc là một bức tường đá chặn hai phần ba lối vào hang động gần Theopetra Kalambaka, rìa phía bắc của đồng bằng Thessaly. Nó được xây dựng 23.000 năm trước đây, có lẽ là một bức bình phong để chắn những cơn gió lạnh. Khai quật từ năm 1987, các hang động Theopetra được biết đến như là nơi tốt nhất cho các nhà cổ sinh học và nó là nơi được sử dụng để sinh sống liên tục ngay từ thời kỳ đồ đá cũ trở đi (50.000 đến 5.000 năm trước).
Trong thế kỷ thứ 9, một nhóm các ẩn sĩ tu sĩ khổ hạnh đã tới các đỉnh tháp đá nhọn. Họ là những người đầu tiên định cư ở Meteora. Họ sống trong những hốc và các khe nứt trong các tháp đá, một số trong đó nằm ở độ cao 1.800 ft (550m) trên khu vực đồng bằng. Điều này khiến nó trở thành một nơi biệt lập. Ban đầu, các ẩn sĩ sống cô đơn, chỉ gặp vào ngày chủ nhật và những ngày đặc biệt để cầu nguyện tại một nhà nguyện được xây dựng dưới chân một tảng đá được gọi là Dhoupiani. Vào đầu thế kỷ AD tu sĩ ẩn dật 11 được cho là được sống trong các hang động và cắt ra từ trong đá.
Thời gian chính xác lập ra các tu viện cũng chưa rõ. Tuy nhiên, vào cuối thế kỷ 11 - đầu thế kỷ 12, một tu viện đã được lập ra gọi là Skete của Stagoi. ref name="meteora"/> Vào cuối thế kỷ 12, một nhóm nhà tu khổ hạnh đã đến Meteora.
Sáu tu viện được xây dựng trên một khối đá sa thạch tự nhiên trông như một trụ cột khổng lồ, là một trong những ví dụ về sự biến đổi kiến trúc mạnh mẽ nhất từ một nơi cheo leo hiểm trở trở thành một nơi để tĩnh tâm, thiền định và cầu nguyện. Các tu viện được xây dựng trên đỉnh một khối đá cao có nguồn gốc châu thổ, được gọi là Meteora, cao trên 400m so với thung lũng Peneas và thị trấn nhỏ Kalambaka trên đồng bằng Thessalia. Trong thời gian bất ổn chính trị vào thế kỷ 14, các tu viện đã được xây dựng trên các đỉnh núi không thể nào tiếp cận được để bảo đảm sự an toàn, đến cuối thế kỷ 15 đã có 24 tu viện như vậy ra đời. Họ tiếp tục phát triển cho đến thế kỷ 17. Ngày nay, chỉ có bốn tu viện - Aghios Stephanos, Aghia Trias, Varlaam và Meteoron - vẫn là nhà của các cộng đồng tôn giáo.